# Parada do Monte e Cubalhão
Parada do Monte e Cubalhão (oficialmente: União das Freguesias de Parada do Monte e Cubalhão) é uma freguesia portuguesa do município de Melgaço, com 29,84 km² de área e 477 habitantes (censo de 2021). A sua densidade populacional é 16 hab./km².

## História
Foi criada aquando da reorganização administrativa de 2012/2013, resultando da agregação das antigas freguesias de Parada do Monte e Cubalhão.

## Demografia
A população registrada nos censos foi:
| Distribuição da População por Grupos Etários | Distribuição da População por Grupos Etários | Distribuição da População por Grupos Etários | Distribuição da População por Grupos Etários | Distribuição da População por Grupos Etários | Distribuição da População por Grupos Etários |
| -------------------------------------------- | -------------------------------------------- | -------------------------------------------- | -------------------------------------------- | -------------------------------------------- | -------------------------------------------- |
| Antes da agregação                           |                                              |                                              |                                              |                                              |                                              |
| Ano                                          | 0-14 anos                                    | 15-24 anos                                   | 25-64 anos                                   | >= 65 anos                                   | Total                                        |
| 2001                                         | 78                                           | 55                                           | 335                                          | 228                                          | 696                                          |
| 2011                                         | 32                                           | 36                                           | 209                                          | 249                                          | 526                                          |
| Após a agregação                             |                                              |                                              |                                              |                                              |                                              |
| Ano                                          | 0-14 anos                                    | 15-24 anos                                   | 25-64 anos                                   | >= 65 anos                                   | Total                                        |
| 2021                                         | 22                                           | 25                                           | 184                                          | 246                                          | 477                                          |